# Sára (biblická postava)
Sára (hebrejsky שָׂרָה‎, arabsky سارة‎) byla podle Bible a Koránu manželkou Abraháma a matkou Izáka. Její jméno bylo původně Sáraj (hebrejsky שָׂרַי, Saraj, ve významu „Má kněžna“), v českých překladech Bible přepisováno též jako Sarai. Přejmenování bylo součástí smlouvy s Hospodinem před početím Izáka. Biblická Sára je jedním z prvních lidí v dějinách, o němž je písemně zaznamenáno, že se smál.
Jméno Sára etymologicky značí vznešenou ženu a obvykle se překládá jako „Kněžna“. Podle Talmudu patřila Sára společně s Rachab, Abígajil a Ester ke čtyřem výjimečně krásným ženám.

## Biblický příběh

### Původ
Sáraj je označena jako dcera Teracha, Abramova otce, její matka ale nebyla totožná s matkou Abramovou. Rabínská tradice chápe označení „dcera“ ve významu potomek a ztotožňuje Sáru s Jiskou, dcerou Harana, tzn. Abramovou neteří.

### Manželství
Od samotného počátku manželství s Abramem byla Sára neplodná. Spolu s Abramovým otcem Terachem a Abramem opustila místo svého původního přebývání – chaldejský Ur a odešli a usídlili se v Cháranu. Spolu s Abramem a Lotem opustila později na Hospodinův pokyn i Cháran a odešli do Šekemu.

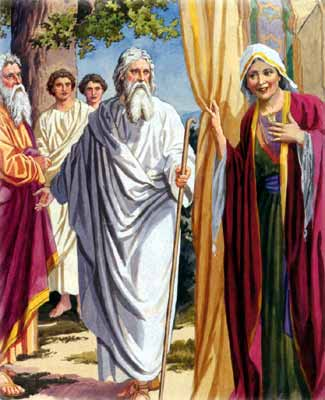
Sára a Abraham hostí tři muže. (Ilustrace z dětské Bible.)

### Cesta do Egypta
Když potom v jejich působišti nastal hlad, sestoupil Abram a Sáraj do Egypta. Abram, obávající se o svůj život, se uchýlil k rozhodnutí zatajit skutečnost, že jsou se Sárají manželé, a prezentoval pouze částečnou informaci o jejich vztahu – že jsou bratr se sestrou. Jako Sárajin bratr skutečně zabit nebyl, ale jeho žena, hodnocená egyptskými dvořany jako velice krásná, byla vzata do faraonova paláce. Stala se ženou faraonovou. Hospodin však zasáhl faraona ranami. Takže se faraon na Abrama rozhněval, Sáraj mu vrátil, veškeré dary mu ponechal, avšak z Egypta je poslal pryč.

### Potomek skrze otrokyni
Jednoho dne Sáraj Abramovi řekla, aby vešel k její otrokyni Hagar, snad bude Sáraj mít dítě skrze otrokyni Hagar. Abram Sáraj uposlechl. Když však Hagar otěhotněla, přestala si své paní vážit. Sáraj žádala Abrama, aby to řešil. On odpověděl, že Hagar je v moci Sáraje, může to vyřešit sama. Sáraj tedy Hagar pokořovala, až Hagar utekla. Hospodinův posel ji však oslovil a přiměl k návratu a pokoření se své paní. Když bylo Abramovi osmdesát šest let, porodila mu Hagar syna, který byl pojmenován Izmael.

### Změna jména
Když bylo Abramovi devadesát devět let, ustanovil s ním Bůh smlouvu. V rámci této smlouvy Hospodin změnil jméno Abrahamovy manželky. Abraham už ji neměl nazývat původním jménem Sáraj (Bojovnice), ale jménem novým Sára (Kněžna).

### Pohoštění tří mužů
I stalo se, že se Abrahamovi ukázal Hospodin u háje Mamre, když seděl v poledním horku u vchodu do stanu. Před Abrahamovým stanem objevili tři muži. Abraham je pozval k pohoštění a řekl Sáře, aby připravila podpopelné chleby ze tří měr jemné mouky. Jeden z hostů se ptal na Sáru a potom předpověděl, že se jistě vrátí napřesrok ve stejném čase, a že Sára bude mít tou dobou syna. Sára, která rozhovor poslouchala, se v nitru zasmála, neboť v té době už ji ustal běh ženský. Hospodin se pozastavil nad Sářiným pousmáním. Je snad nějaká věc pro Hospodina nesnadná? Sára se bála a zapírala své pousmání. Hospodin však její zapírání nepřijal.

### Pobyt v Geraru
Když Abram pobýval v Geraru, použil znovu to, na čem byli se Sárají domluveni.. Prezentovali jeden druhého jako sourozence. Než se však Abímelek stačil k Sáře přiblížit, promluvil k němu Bůh a Abímeleka zastavil.

### Narození Izáka
Když bylo Abrahamovi sto let, Hospodin Sáru navštívil. Došlo ke splnění toho, co bylo zaslíbeno. Sára otěhotněla a porodila Abrahamovi v jeho stáří syna v určeném čase. Abraham mu dal jméno Izák.

### Vyhnání Izmaela
Když Sára viděla, že se syn Egypťanky Hagary posmívá, vyzvala Abrahama, aby Hagaru i se synem vyhnal, neboť syn této otrokyně nebude dědicem spolu se zaslíbeným synem Izákem.

### Smrt a pohřeb
Sára byla živa 127 let. Zemřela v Chebrónu. Abraham požádal Chetejce, aby mu prodali do vlastnictví hrob, kde by mohl Sáru pohřbít. Chetejci jej nazvali knížetem Božím a přislíbili mu, že mu nikdo neodepře svůj hrob. Proto se jim Abraham poklonil a požádal je, aby se za něho zasadili u Efróna, syna Sócharova, aby mu prodal jeskyni na konci jeho pole v Makpele naproti Mamre za 400 šekelů stříbra.

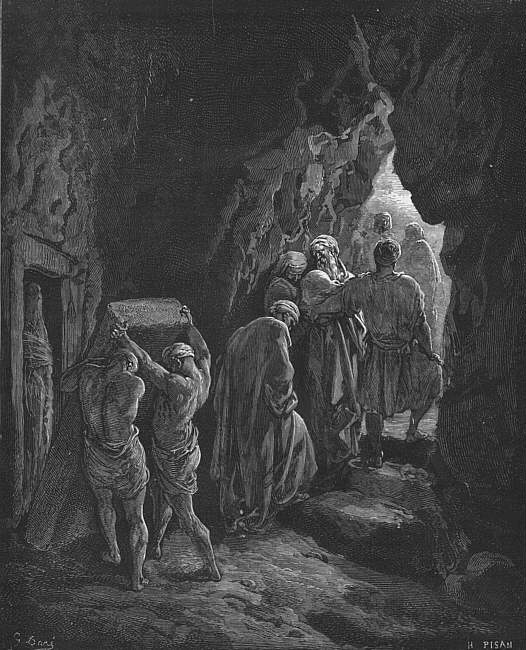
Pohřeb Sáry do zakoupené jeskyně. (Dřevoryt Gustav Doré)

## Novozákonní interpretace
Sára je v Novém zákoně prezentována jako příklad ženy se správnou vírou. Vírou přijala moc k početí potomka, mimo příhodné období věku, neboli v době, kdy její lůno bylo už "odumřelé"/Ř.419/. Hospodina, který jí dal slib měla za věrného.
Dále je Sára příkladem ženy, která nazývá svého manžela pánem.
| „                    | Také Sára věřila, a proto přijala od Boha moc, aby se stala matkou, ačkoliv už překročila svůj čas; pevně věřila tomu, kdo jí dal zaslíbení. | “ |
| — Bible, Židům 11:11 | |   |

Sára je také v Novém zákoně spojena se symbolem narození se nikoli podle těla, ale skrze zaslíbení. Křesťané jsou jako Izák dětmi zaslíbení. Tomu možno rozumět tak, že jsou znovuzrozeni na základě toho, že věří slibům, které dal Bůh ohledně vzkříšení a věčného života.